# كرتون نتورك ستوديوز
ستوديوهات كرتون نتورك (بالإنجليزية: Cartoon Network Studios) (كانت معروفة في السابق باسم إنتاجات هانا-باربيرا Hanna-Barbera Productions)، هي شركة ستوديو للرسومات أسسها ويليام هانا وجوزيف باربيرا، عملت على مدى أربعين سنة على إنتاج الرسوم المتحركة[بحاجة لمصدر].

## قائمة البرامج
1.وقت المغامرة
2.كلارنكس
3.مختبر دكستر
4.عالم غامبول المدهش
5.ستيفن البطل
6.العم جدو
7.فتيات القوة
8. فتيات القوة 2016
9. بن 10
10. أولاد الجيران
12. مغامرات فلاب جاك
13. منزل فوستر
14. تشاودر
15. الدببة الثلاثة
16. كامب لازلو
17. العرض العادي
18. مغامرات بيلي وماندي
19. جوني برافو
20. ستيفن البطل
21. حياة جونيبر لي
22. أوكيه كيه او! فنلكن الأبطال
22. أبل وأونيون
23. فرقة الوقت
24. هارفي بيردمان محامي في القانون
25. مهما حدث ل... روبوت جونز
26. حرب النجوم: إستنساخ الحروب (مسلسل تلفزيوني 2003)
27. فئة 300
28. خارج رأس جيمي
29. سيم بايونك تايتن
30. تاور بريب
31. بن 10: إليين فورس
32. بن 10: ألتيمت إليين
33. ميغاس
34. صديقي المفضل هو قرد
35. حصن الجبل السري المذهل
36. هاي هاي بوفي آمي يومي (مسلسل)
37. طاقم لايصدق
38.The Cartoonstitute
39. كريغ من الجدول
40. جزيرة المخيم الصيفي
41. قطار بلا نهاية
42. ديناميت أسود (مسلسل تلفزيوني)
43. الأمير آيفاندو
44.نحن الدببة الصغار
45. الدببة الثلاثة 

## التأسيس
اشتغل هانا وباربيرا في الرسم أول مرة مع بعضهما في استديو لدى شركة ميترو غولدوين ماير وكان أو عمل مشترك بينهما هو فيلم كرتوني بعنوان (قط يحصل على حذاء عام 1940) ومن هنا كان ميلاد سلسلة الرسوم المتحركة التي أخذت شهرة وشعبية كبيرة توم وجيري[بحاجة لمصدر].

## وصلات خارجية
- كرتون نتورك ستوديوز على موقع IMDb (الإنجليزية)
- كرتون نتورك ستوديوز في قاعدة بيانات الأفلام على الإنترنت